# Кочкуровське сільське поселення (Кочкуровський район)
Кочку́ровське сільське поселення (рос. Кочкуровское сельское поселение) — муніципальне утворення у складі Кочкуровського району Мордовії, Росія. Адміністративний центр — село Кочкурово.

## Історія
Станом на 2002 рік існували Кочкуровська сільська рада (села Кочкурово, Новосельцево), Муранська сільська рада (село Мурань, присілок Красна Зорька) та Новопирминська сільська рада (село Нова Пирма, присілок Стара Пирма).
17 травня 2018 року було ліквідовано Муранське сільське поселення та Новопирменське сільське поселення, їхні території увійшли до складу Кочкуровського сільського поселення.

## Населення
Населення — 3754 особи (2019, 3929 у 2010, 4102 у 2002).

## Склад
До складу поселення входять такі населені пункти:
| Населений пункт         | Населення, осіб (2002) | Населення, осіб (2010) |
| ----------------------- | ---------------------- | ---------------------- |
| Кочкурово, село         | 3259                   | 3198                   |
| Красна Зорька, присілок | 120                    | 116                    |
| Мурань, село            | 188                    | 185                    |
| Нова Пирма, село        | 461                    | 396                    |
| Новосельцево, село      | 11                     | 6                      |
| Стара Пирма, присілок   | 63                     | 28                     |